# To the Bone
To the Bone ist ein US-amerikanisches Filmdrama der Regisseurin Marti Noxon aus dem Jahr 2017. Der Film hatte am 22. Januar 2017 auf dem Sundance Film Festival seine Premiere. Seit dem 14. Juli 2017 ist der Film auf Netflix zu sehen.

## Handlung
Ellen ist eine 20-jährige Magersucht-Patientin. Sie kommt aus schwierigen Familienverhältnissen, der Vater ist abwesend, sie lebt mit einer Halbschwester bei ihrer oberflächlichen, leistungsorientierten, emotional übergriffigen Stiefmutter, mit der sie nicht zurechtkommt, und Ellens leibliche Mutter hat die Familie verlassen und lebt seit Kurzem mit einer Frau zusammen. Nicht nur Ellen, sondern die ganze Familie leidet unter den schwierigen Verhältnissen, zumal bereits vier Therapieversuche gescheitert sind.
Sie willigt schließlich ein, eine neue Therapie einer kleinen Wohngruppe zu versuchen. Die Gruppe, die von einem Arzt geleitet wird, der eher unkonventionelle Methoden anwendet, besteht aus fünf jungen Frauen und einem Balletttänzer, der wegen einer Knieverletzung zudem arbeitsunfähig ist.

## Synchronisation
Die deutsche Synchronisation entstand nach einem Dialogbuch und unter der Regie von Irene Timm im Auftrag der TV+Synchron Berlin GmbH
| Darsteller       | Sprecher           | Rolle               |
| ---------------- | ------------------ | ------------------- |
| Keanu Reeves     | Benjamin Völz      | Dr. William Beckham |
| Lily Collins     | Kathrin Hanak      | Ellen               |
| Kathryn Prescott | Josefin Hagen      | Anna                |
| Liana Liberato   | Luisa Wietzorek    | Kelly               |
| Carrie Preston   | Christin Marquitan | Susan               |
| Alanna Ubach     | Aline Staskowiak   | Karen               |
| Lili Taylor      | Dorette Hugo       | Judy                |
| Brooke Smith     | Daniela Thuar      | Olive               |
| Ciara Bravo      | Amelie Plaas-Link  | Tracey              |
| Retta            | Velia Krause       | Lobo                |
| Leann Lei        | Eva Thärichen      | Kellnerin           |
| Lindsey McDowell | Ann Vielhaben      | Kendra              |
| Alex Sharp       | Marcel Mann        | Luke                |
| Leslie Bibb      | Anita Hopt         | Megan               |
| Maya Eshet       | Jamie Lee Blank    | Pearl               |
| Rebekah Kennedy  | Carmen Katt        | Penny               |
| Joanna Sanchez   | Silvia Mißbach     | Rosa                |

## Produktion
Der Film wurde von AMBI Group, Sparkhouse Media, Mockingbird Pictures, Foxtail Entertainment, BondIt und To The Bone Productions produziert und wird von Netflix, das die Rechte 2017 nach dem Erfolg des Films auf dem Sundance Film Festival für 8 Millionen US-Dollar erworben hat, vertrieben.

## Hintergrund
In dem Film geht es um ein verbreitetes Problem, das aber selten in einem Spielfilm angesprochen wird.
Nach Untersuchungen des Robert Koch-Instituts von 2008 leidet jedes dritte Mädchen und jeder fünfte Junge zwischen elf und siebzehn Jahren an Essstörungen, wobei die Erkrankungen immer früher auftreten.
Sowohl die Hauptdarstellerin Lily Collins als auch die Regisseurin Marti Noxon, auf deren Erfahrungen das Drehbuch beruht, litten in der Vergangenheit an Essstörungen.
Lily Collins, die Tochter von Phil Collins, hat in ihrem Buch Unfiltered: No Shame, No Regrets, Just Me. offen über ihre Probleme mit ihrem Körperbild und ihrem Selbstverständnis geschrieben.
Marti Noxon, in den USA eine sehr erfolgreiche Drehbuchautorin, hatte lange an dem Skript gearbeitet, dann aber große Probleme, in Hollywood Geldgeber zu finden, da die Produzenten den Film u. a. wegen mangelnder Relevanz ablehnten, und sich nicht vorstellen konnten, dass der Stoff ein weiteres Publikum interessieren könnte. Erst nach einem Gespräch mit Bonnie Curtis, Karina Miller und Julie Lynn kam das Projekt ins Rollen. Für Marti Noxon ist To the Bone ihr Debüt als Filmregisseurin.

## Rezeption
Im Vorfeld der Veröffentlichung kam es weltweit zu einem Medienecho über Anorexie. Noch vor der Ausstrahlung des Films startete Change.org eine Online-Petition, in der zum Boykott des Films durch die Filmtheater aufgerufen und Netflix aufgefordert wurde, den Film zurückzuziehen. In der Petition heißt es, der Film verschöne (glamourise) das Problem seelischer Erkrankungen, verschlimmere das Stigma in Bezug auf Essstörungen und verstärke den Druck auf diejenigen, die dabei seien, wieder gesund zu werden.

„Doch To the Bone richtet sich eben weniger an Betroffene als vielmehr an all diejenigen, die die Magersucht missverstehen oder tabuisieren. Und damit liefert der Film einen guten und überaus wichtigen Beitrag, um das Bild der Krankheit in unserer Gesellschaft zu hinterfragen.“